# История короля Вамбы
Исто́рия короля́ Ва́мбы (лат. Historia Wambae Regis) — написанный архиепископом Толедо Юлианом труд, в основном, повествующий о подавлении в 672—673 годах королём вестготов Вамбой мятежа герцога Септимании Павла. Один из главных источников по истории вестготской Испании VII века.

## Описание
«История короля Вамбы» была написана Юлианом, возможно, в 670-х — 680-х годах как сочинение, прославляющее деяния этого правителя вестготов. Состоит из четырёх разновеликих частей, из которых основной является вторая часть, описывающая историю правления короля Вамбы от его восшествия на престол до подавления им мятежа герцога Павла. Четвёртая часть «Истории» представляет собой текст приговора над мятежниками и является, вероятно, подлинным судебным документом. Остальные две части («Письмо неверного Павла» и «Инвектива скромного историка против галльского мятежа»), как предполагается, были составлены самим Юлианом Толедским в качестве полемических сочинений.
Первое печатное издание «Истории короля Вамбы» было опубликовано в Мадриде во второй половине XVIII века. В XIX веке новое издание было осуществлено Жаном Полем Минем в составе Patrologia Latina. Оно стало основой для большинства последующих изданий этого памятника исторической мысли вестготской Испании.
«История короля Вамбы» является ценным источником по истории Вестготского королевства, представляющим подробные свидетельства современника событий о периоде в истории Пиренейского полуострова, слабо освещённом в других раннесредневековых анналах и хрониках. Среди уникальных сообщений «Истории», в том числе, находится первый подробный рассказ о коронационном ритуале монархии вестготов.

## Издания
На русском языке:
- Юлиан Толедский. История короля Вамбы // Кентавр. Centaurus. (Studia classica et medievalia). — 2006. — № 3. — С. 204—232.
- Юлиан Толедский. История короля Вамбы. — М.: Директ-Медиа, 2009. — 146 с. — ISBN 978-5-9989-0690-9.